# Olof Sörensen
Olof Peter Sörensen, född den 30 augusti 1854 i Lund, död den 24 december 1936 i Jönköping, var en svensk läkare. Han var måg till Hans Hildebrand och far till Karl Sörensen.
Sörensen blev 1874 student vid Lunds universitet, där han avlade medicine kandidatexamen 1881 och medicine licentiatexamen 1886. Han blev praktiserande läkare i Jönköping sistnämnda år och järnvägsläkare vid bandelen från Habo till Jönköping på Södra stambanan samma år. Sörensen var andre bataljonsläkare i Fältläkarkårens reserv 1889, tillförordnad förste bataljonsläkare vid Smålands husarregemente 1889–1892, ordinarie förste bataljonsläkare där 1892–1896 och regementsläkare där 1896–1898, vid Jönköpings regemente 1898–1909 och vid Smålands artilleriregemente från 1909 samt fördelningsläkare vid Andra arméfördelningen från 1899. Han invaldes som ledamot av Krigsvetenskapsakademien 1903. Sörensen vilar i en familjegrav på Östra kyrkogården i Jönköping.